# Richard Foord
Richard John Foord ( /f ɔːr d / ; né le 13 février 1978) est un homme politique britannique et ancien officier de l'armée britannique qui est député de Tiverton et Honiton dans le Devon depuis 2022. Membre des Libéraux-démocrates, il remporte le siège lors d'une élection partielle tenue le 23 juin 2022, à la suite de la démission pour cause de scandale de l'ancien député conservateur Neil Parish.

## Jeunesse et éducation
Richard Foord est né en février 1978 à Weston-super-Mare et va à l'école à Backwell. Il est titulaire d'un BA en histoire de Royal Holloway, Université de Londres, d'un MSc en sécurité mondiale de l'Université de Cranfield et d'un MBA de l'Open University.

## Carrière avant la politique
Après avoir fréquenté l'Académie royale militaire de Sandhurst, il est nommé dans la branche des services d'éducation et de formation du corps de l'adjudant général de l'armée britannique le 13 avril 2001. Il est promu capitaine le 13 octobre 2003. Après avoir fréquenté le Staff College, il est promu major le 31 juillet 2009. Il sert dans les Balkans et en Irak, recevant trois médailles de campagne,.
Avant l'élection, il est responsable de la collaboration internationale et du contrôle des exportations à l'Université d'Oxford après avoir travaillé à l'Université d'Exeter depuis 2010, plus récemment en tant que responsable par intérim des partenariats mondiaux.

## Carrière politique
Foord se présente comme candidat libéral démocrate du North Somerset aux élections générales de 2017, atteignant la troisième place. Il est élu au parlement lors des élections partielles de 2022 à Tiverton et Honiton.

## Vie personnelle
Foodd est marié et père de trois enfants. Il est membre de Sustrans et accompagnateur en montagne diplômé.